# 阿克欽 (亞利桑那州)
阿克欽（英語：Ak Chin）是位於美國亞利桑那州皮馬縣的一個人口普查指定地區。根據2010年美國人口普查，該地共人口500人，而該地的面積約為1.36平方千米。

## 地理
阿克欽的座標為32°17′14″N 112°00′33″W / 32.28722°N 112.00917°W，而該地最高點為海拔高度565米（即1854英尺）。